# Список послов СССР и России в Египте
В статье представлен список послов СССР и России в Египте.

## Хронология дипломатических отношений
- 19 августа 1784 г. — открытие генерального консульства России в Александрии.
- 25 июля 1868 г. — установлены дипломатические отношения.
- 12 апреля 1877 г. — дипломатические отношения прерваны после начала русско-турецкой войны.
- 1 августа 1878 г. — дипломатические отношения восстановлены.
- 5 августа 1911 г. — российский дипломатический агент в Каире возведён в ранг посланника.
- 26 октября 1917 г. — дипломатические отношения прерваны после Октябрьской революции.
- 6 июля — 26 августа 1943 г. — установлены дипломатические отношения на уровне миссий.
- 15 февраля — 11 марта 1954 г. — миссии преобразованы в посольства.
- 22 февраля 1958 г. — 28 сентября 1961 г. — Египет и Сирия объединены в Объединённую Арабскую Республику.
- до 2 сентября 1971 г. Египет продолжал именоваться Объединённой Арабской Республикой, затем и по настоящее время — Арабская Республика Египет

## Список послов
| Срок полномочий                   | Посол                           | Годы жизни   | Вручение верительных грамот | Комментарии                                                                   |
| --------------------------------- | ------------------------------- | ------------ | --------------------------- | ----------------------------------------------------------------------------- |
| Российская империя                |                                 |              |                             |                                                                               |
| 19 августа 1784 — 8 сентября 1787 | Кондратий фон Тонус             | 1750(?)—1789 |                             | Генеральный консул                                                            |
| 1792 — 1818                       | Карло Росетти                   | 1736—1820    |                             | Генеральный консул                                                            |
| 1818 — 1824                       | Джорджио Чивини                 | 17..—18..    |                             | Генеральный консул                                                            |
| 1826 — 1831                       | Антонио Пеццони                 | 17..—18..    |                             | Генеральный консул                                                            |
| 8 августа 1833 — 12 ноября 1837   | Александр Осипович Дюгамель     | 1801—1880    |                             | Генеральный консул                                                            |
| 1838 — 1841                       | Александр Иванович Медем        | 1803—1859    |                             | Генеральный консул                                                            |
| 1841 — 1845                       | Егор Иванович Кремер            | 18..—1859    |                             | Генеральный консул                                                            |
| 1845 — 1853                       | Александр Максимович фон Фок    |              |                             | Генеральный консул                                                            |
| 1856 — 1858                       | Николай Карлович Гирс           | 1820—1895    |                             | Генеральный консул                                                            |
| 1858 — 1866                       | Александр Ефимович Лаговский    |              |                             | Генеральный консул                                                            |
| 13 июля 1868 — 12 апреля 1877     | Иван Михайлович Лекс            | 1834—1883    |                             | Дипломатический агент и генеральный консул                                    |
| 1 августа 1878 — 26 января 1883   | Иван Михайлович Лекс            | 1834—1883    |                             | Дипломатический агент и генеральный консул                                    |
| 2 марта 1883 — 3 июня 1886        | Михаил Александрович Хитрово    | 1837—1896    |                             | Дипломатический агент и генеральный консул                                    |
| 3 июня 1886 — 1902                | Александр Иванович Кояндер      | 1847—1910    |                             | Дипломатический агент и генеральный консул                                    |
| 1902 — 1905                       | Пётр Васильевич Максимов        | 1852—1915    |                             | Дипломатический агент и генеральный консул                                    |
| 1905 — 3 марта 1917               | Алексей Александрович Смирнов   | 1857—1924    |                             | Дипломатический агент и генеральный консул до 5 августа 1911, затем посланник |
| Временное правительство России    |                                 |              |                             |                                                                               |
| 1917 — 26 октября 1917            | Алексей Александрович Смирнов   | 1857—1924    |                             | Посланник                                                                     |
| СССР                              |                                 |              |                             |                                                                               |
| 14 октября 1943 — 16 ноября 1944  | Николай Васильевич Новиков      | 1903—1989    | 26 декабря 1943             | Посланник                                                                     |
| 16 ноября 1944 — 7 февраля 1950   | Алексей Дмитриевич Щиборин      | 1912—1988    | 17 января 1945              | Посланник                                                                     |
| 7 февраля 1950 — 12 октября 1953  | Семён Павлович Козырев          | 1907—1991    | 13 мая 1950                 | Посланник                                                                     |
| 12 октября 1953 — 1 января 1956   | Даниил Семёнович Солод          | 1908—1988    | 25 октября 1953             | Посланник до 1954, затем посол                                                |
| 1 января 1956 — 6 августа 1959    | Евгений Дмитриевич Киселёв      | 1908—1963    | 13 февраля 1956             |                                                                               |
| 6 августа 1959 — 16 июня 1965     | Владимир Яковлевич Ерофеев      | 1909—1986    | 3 ноября 1959               |                                                                               |
| 16 июня 1965 — 29 августа 1967    | Дмитрий Петрович Пожидаев       | 1913—1989    | 7 августа 1965              |                                                                               |
| 29 августа 1967 — 27 августа 1970 | Сергей Александрович Виноградов | 1907—1970    | 4 октября 1967              |                                                                               |
| 9 октября 1970 — 4 апреля 1974    | Владимир Михайлович Виноградов  | 1921—1997    | 15 октября 1970             |                                                                               |
| 4 апреля 1974 — 27 сентября 1983  | Владимир Порфирьевич Поляков    | 1931—2002    | 29 мая 1974                 |                                                                               |
| 7 июля 1984 — 14 августа 1986     | Александр Михайлович Белоногов  | род. 1931    | 24 сентября 1984            |                                                                               |
| 14 августа 1986 — 7 августа 1990  | Геннадий Кириллович Журавлёв    | 1924—1999    |                             |                                                                               |
| 7 августа 1990 — 25 декабря 1991  | Владимир Порфирьевич Поляков    | 1931—2002    |                             |                                                                               |
| Российская Федерация              |                                 |              |                             |                                                                               |
| 25 декабря 1991 — 4 июля 1995     | Владимир Порфирьевич Поляков    | 1931—2002    |                             |                                                                               |
| 4 июля 1995 — 21 апреля 2000      | Владимир Викторович Гудев       | 1940—2022    |                             |                                                                               |
| 21 апреля 2000 — 28 декабря 2001  | Андрей Иванович Денисов         | род. 1952    |                             |                                                                               |
| 2 июля 2002 — 9 июня 2004         | Николай Васильевич Картузов     | 1943—2004    |                             |                                                                               |
| 21 января 2005 — 12 июня 2011     | Михаил Леонидович Богданов      | род. 1952    |                             |                                                                               |
| 7 сентября 2011 — 2 сентября 2019 | Сергей Вадимович Кирпиченко     | 1951—2019    |                             |                                                                               |
| 2 сентября 2019 — 28 мая 2020     | Светлана Игоревна Зубова        |              |                             | Временный поверенный в делах                                                  |
| 27 апреля 2020 — наст. время      | Георгий Евгеньевич Борисенко    | род. 1968    | 1 июля 2020                 |                                                                               |